# نافارا السفلى
نافارا السفلى ( (بالبشكنشية: نافاروا بهيرا/باكسينابار)‏ ; جاسكون/بيرنيز : نافارا بايشا ؛ (بالفرنسية: باس نافار)‏ ; (بالإسبانية: باجا نافارا)‏ هي منطقة تقليدية في مقاطعة بيرينيه أتلانتيك الفرنسية الحالية. وهو يتوافق مع أقصى شمال مملكة نافار خلال العصور الوسطى . بعد الغزو الإسباني لنافارا الأيبيرية (1512–1524)م ، تمت استعادة هذا المرينداد لحكم الملك الأصلي هنري الثاني . وكانت عاصمتها سان جان بييه دو بور وسان باليه . وفي أقصى الشمال كانت توجد إمارة بيداش الصغيرة ذات السيادة، وتبلغ مساحتها 1,284 كـم2 (496 ميل2) وتناقص عدد السكان بمقدار 44.450 (في عام 1901م)، 25.356 (في عام 1990م).
على الرغم من أن هذه التسمية ليست صحيحة تمامًا من وجهة النظر التاريخية، إلا أنها تُعرف أيضًا باسم ميرينداد الترابورتوس ("المناطق الواقعة خلف الممرات الجبلية") من قبل الجنوبيين، و ديكا-بورتوس ("هذا الجانب من الممرات الجبلية") من قبل المتحدثين جاسكون. على الرغم من فقدان تماسكها الإداري، إلا أن ذكرى ذروة ماضيها تركت بصمة على سكانها، الذين استمروا في تعريف أنفسهم على أنهم هم سكان نافاريس السفلى وبالتالي هم النافاريس. نافارورين إيجونا أو يوم نافار هو مهرجان يقام في بايجوري سنويًا لتقوية روابطهم والاحتفال بهويتهم الباسكية . ويتفق القوميون الباسكيون أيضًا بأن المنطقة هي واحدة من المناطق السبع المكونة لإقليم الباسك.

## الجغرافية
نافار السفلى عبارة عن مجموعة من الوديان في سفوح جبال البرانس . يحافظ وادي الدودس، حول بلدة سانت-إتيان-دي-بايجوري في جنوب منطقة نافار السفلى، على العديد من التقاليد القديمة، مع منازل من الحجر الرملي الوردي ومسابقات الفورس باسك ، وألعاب القوة. يتم إنتاج نبيذ إيروليغي في المنطقة المحيطة ببلدة إيروليغي .
ينبع نهر نيف في نافار السفلى ويتدفق عبر المقاطعة ثم إلى بايون ، حيث يلتقي بنهر أدور . خلف سان جان بييه دو بور نفسها، يدخل نهر نيف إلى وادي أوسيس ، مع العديد من المنازل القديمة الجميلة ذات العتبات المنحوتة في قرى أوسيس وإيريساري وبيداراي . إنّ محمية بوتوك ، مُهر الباسك البريّ، في الوادي تحافظ على هذه السلالة النادرة. وترتفع قمة بايجورا الصخرية فوق الوديان الغربية وتضع حدودًا طبيعية مع أودية لابورد المتموجة.
شمال سان جان بييه دو بور يوجد إقليم ميكس حول بلدة سان باليه ، عاصمة نافارا السابقة. على الرغم من قربها من بيارن ، إلّا أنّ تأثير وتقاليد الباسك قوية. نافاريس السفلى هي لهجة من لغة الباسك المستخدمة في المنطقة. جنوب سان باليه مباشرة، تلتقي الطرق الثلاثة الرئيسية المؤدية إلى سانتياغو دي كومبوستيلا على طريق سانت جيمس في قرية أوستابات ، مما جلب الكثير من الثروة والتجارة إلى المنطقة في العصور الوسطى .
يتجه طريق سانت جيمس جنوبًا من سان جان بييه دو بور باتجاه الممر الجبلي فوق رونسفال . سافر الحجاج عبر منطقة سيزي في منطقة نافار السفلى في طريقهم إلى نافار عبر الجبال. في هذه التلال المتموجة، يُصنع جبن حليب النعاج ، بور بريبيس [الإنجليزية] ، بشكل شائع، بما في ذلك جبن أوساو إيراتي . تشتهر قرى مثل إيسترينشوبي و ليكومبيري بالسياحة الزراعية، وتشتهر غابة الزان إيراتي الواقعة على الحدود الإسبانية بمناظرها وتاريخها. وتنتشر الدولمينات وغيرها من المعالم الأثرية من العصر الحجري الحديث في المناظر الطبيعية، بما في ذلك برج أوركولو الذي يقع في أعالي الجبال على ارتفاع 1149 مترًا، وهو عبارة عن منصة دائرية عمرها 2000 عام مكونة من كتل حجرية ضخمة. يتم تحديد منطقة نافار السفلى بشكل جيد من خلال سلاسل الجبال من الغرب (حيث يعتبر جبل إيبارلا أعلى معالمها وأكثرها شهرة)، والجنوب (رونسيفوكس ، وجبل أوركولو ، وجبل البيرينيه معًا) والشرق (تحده جبال سولي الغربية).

## التاريخ
كانت أراضي نافارا السفلى جزءًا من دوقية فاسكونيا التي تحولت إلى جاسكوني بنهاية الألفية الأولى. في عهد الملك سانشو الثالث ملك نافارا ، الملقب بالعظيم (توفي عام 1035م)، تعهد الدوق سانشو السادس ويليام من جاسكوني بالولاء لملك نافارا، ولفترة قصيرة أصبحت جاسكوني تابعة لمملكة نافار ، والتي كانت دائمًا تابعة لها. كانت له علاقات وثيقة. علاوة على ذلك، فقد ارتبطت وديان بايجوري وأوسيس وأربيروا وسيزي وأربيروا بالأخيرة، مما أدى إلى تأسيس أول نواة لسيطرة نافاريس على الأراضي الواقعة شمال جبال البيرينيه. بينما استولت جاسكوني على هذه الوديان مرة أخرى لفترة من الوقت، ثم تم استعادة مقاطعة ألترابورتوس (التي تسمى ميرينداد في نافار) لصالح نافار في عام 1234م، وأصبح يحكمها عمدة سان جان بييه دي بور. ومع ذلك، لم يتم إنشاء الحدود المحددة حتى انتهت حرب( 1244-1245)م بين لابوردين ونافاريسي.
في عام 1512م، قام دوق ألبا، بأوامر من الملك فرديناند الثاني ملك أراغون ، بغزو نافار ، بما في ذلك سان جان بييه دو بور . انسحب ملوك نافاريس إلى مجالهم السيادي في بيارن . في عام 1516م، استعاد الملك جون الثالث ملك نافار بلدة سان جان بييه دو بور، لكنه فشل في الاستيلاء على القلعة؛ توفي هو والملكة كاثرين بعد فترة وجيزة، واستعاد جيش الملك الإسباني البالغ قوامه 10,000 جندي، الإمبراطور المستقبلي تشارلز الخامس، السيطرة على المدينة. احتفظت قوات شارل الخامس بسان جان بييه دو بور ومناطقها النائية، إلى جانب تدمير المنطقة، لكنها واجهت مقاومة قوية بقيادة اللوردات المحليين الموالين للملك هنري الثاني ملك نافار . نجح الأخير في الاستيلاء على المدينة وقلعتها في مايو 1521م، وخسرها أمام دوق ألبا في يونيو؛ قام الأسبان بإخلاء سان جان بييه دو بور في عام 1522م، لكنهم استعادوها في يناير 1524م. بينما كانت ملكية سان جان بييه دو بور محل نزاع شديد، ظل سان باليه (دوناباليو في لغة الباسك) بعيدًا عن متناول الأسبان وسيصبح المركز الملكي الرئيسي للنظام الملكي النافاري في نافارا السفلى.
في نهاية المطاف، قام ملك نافارا الشرعي، الذي حرمه الحكم الإسباني بحكم الأمر الواقع من تتمة نافارا، باستعادة المؤسسات والهيئات الرسمية نافارا في نافار السفلى، على سبيل المثال المجلس السيادي في عام 1523م، والسفارة في عام 1524م، ودار سك العملة الملكية بعد ذلك بقليل في سانت- القصر، وما إلى ذلك. في عام 1525م، أدى غزو عسكري جديد بقيادة نائب ملك نافار الإسباني إلى إخضاع المنطقة، وحاول كسب ولاء النبلاء، لكنهم احتفظوا بالإجماع بالولاء لملوك نافارا من آل ألبرت ، و استعاد سيد لوكسا وسيد ميوسنس ، إستيبان دالبريت، المنطقة في عام 1527م. على الرغم من أن الإمبراطور تشارلز الخامس، العاهل الإسباني، استعاد سان جان بييه دو بور في غضون أشهر، إلّا أنّه بحلول عام 1528م فقد الاهتمام بتأكيد سيطرته والحفاظ عليها على جزء نافار شمال جبال البيرينيه، والذي يصعب السيطرة عليه والدفاع عنه. وبناءً على ذلك، تخلى عن ممتلكاته المتبقية في نافار السفلى، بما في ذلك سان جان بييه دو بور، لملكها الوراثي هنري الثاني، كجزء من معاهدة مع فرنسا — معاهدة كامبراي في عام 1530م. في عام 1555م، توفي هنري الثاني ملك نافارا وخلفته ابنته جين ، التي حكمت حتى وفاتها عام 1572م.
خلال القرن السادس عشر، حكم آل ألبرت منطقة أوسع (بيارن، وما إلى ذلك) وانتقل المقر الفعلي لملكية نافارا إلى باو ، عاصمة بيارن ، حيث يوجد هنري الثالث (لاحقًا هنري الرابع ملك فرنسا) ، ابن جين د. "ولد ألبرت ." احترم هنري الثالث عمومًا القوانين التي أصدرها البرلمان النافاري، على الرغم من اعتراضه أحيانًا على صياغتها. اعتلى هنري العرش الفرنسي عام 1589م؛ سيحصل الآن هو وخلفاؤه على لقب "ملك فرنسا ونافار". كان ابنه لويس الثاني (لويس الثالث عشر ملك فرنسا) مترددًا بالتأكيد في أي قراءة ملزمة لقوانين نافارا، واضطر إلى وضع المزيد من الصياغات الغير مقيدة، الخالية من المعنى المحدد حتى يشعر بيديه حرتين. أدى هذا في النهاية إلى مركزية فرنسية تقدمية لجميع القرارات والامتيازات ذات الصلة خلال القرنين السابع عشر والثامن عشر.
في عامي 1620م و1624م على التوالي، تم دمج مجلس العموم ونظام العدالة مع مجلسي بيارن ونقلهما من سان باليه إلى باو، على الرغم من الاحتجاجات التي عبر عنها ممثلو نافارا، الذين أشاروا إلى تقاليدهم ولغاتهم المختلفة — الباسك والبيارن . استمر لقب ملك نافار محتفظًا به من قبل سلالة ألبرتس وبوربون حتى الثورة الفرنسية، بينما اندمجت المملكة نفسها مع فرنسا في عام 1620م. واحتفظت بشخصيتها التاريخية كمملكة، وعلى الرغم من أنها مجزأة، إلا أنها احتفظت بوضع قانوني مستقل. لم يصوّت ممثلو الطبقة الثالثة في نافار السفلى في مجلس الولايات لعام 1789م ومتابعته، الجمعية الوطنية الفرنسية (1790م)، بحجة أن الترتيب الإداري الجديد الوشيك لم يكن من اختصاصهم، لأنهم لا ينتمون إلى مملكة فرنسا. ومع ذلك، فإن التصميم الإداري الفرنسي الجديد لم يستثني نافارا السفلى. تم دمجها في مقاطعة باس-بيرينيه جنبًا إلى جنب مع بقية مقاطعات الباسك الفرنسية و بيارن .

## إدارة منطقة نافار السفلى،النظام القديم
كانت إدارة مملكة نافار المستقلة بعد عام 1512م مركزية في سان باليه وتتكون من عدد قليل من المؤسسات المنظمة في هيكل موجود بشكل عام في مملكة فرنسا. بحلول عام 1527م، أصبحت هذه الإدارات لا مركزية جزئيًا في باو ، وتتكون من:
- حاكم نافار وبيارن [الإنجليزية]
- عقارات نافار (بالفرنسية: États de Navarre )، في سان باليه
- سفارة نافار ، في سان باليه
- غرفة حسابات نافار ، في باو ونيراك وفاندوم
- دار سك العملة نافار وبيارن (بالفرنسية: موني دي نافار و بيارن )، تشكلت من اندماج دار سك العملة نافار في سان باليه ، مع دار سك العملة بيارن في باو ومورلاس ، في بيارن ، من قبل غرفة محاسبة نافار ، في باو
- المجلس السيادي في نافار وبيارن ، سلف برلمان نافار وبيارن ، في باو
- المجلس الخاص ، مجلس الملك الخاص لنافار وبيارن، في باو

## ملحوظات
1. كان لويس السادس عشر قد أعلن للتو نفسه ملكًا على الفرنسيين، بدلاً من الملك التقليدي لفرنسا ونافار.
2. لافوركيد (2003)، ص. 608 (بالفرنسية)